# Итр
Итр (фр. Ittre, валлон. Ite / Grande Ite, нидерл. Itter) — коммуна в Валлонии, расположенная в провинции Валлонский Брабант, округ Нивель. Принадлежит Французскому языковому сообществу Бельгии. На площади 34,92 км² проживают 6064 человека (плотность населения — 174 чел./км²), из которых 48,73 % — мужчины и 51,27 % — женщины. Средний годовой доход на душу населения в 2003 году составлял 14 478 евро.
Почтовые коды: 1460, 1461. Телефонный код: 067.